# Hrusische Sprachen
Die hrusischen Sprachen bilden eine kleine Untergruppe der tibetobirmanischen Sprachen, eines Primärzweiges des Sinotibetischen. Die drei Sprachen werden von 7.000 Menschen im Grenzgebiet zwischen dem indischen Arunachal Pradesh und Bhutan gesprochen.

## Klassifikation
- Sinotibetisch
  - Tibetobirmanisch
    - Hrusisch
      - Hruso (Aka, Angka, Tenae) (2.500)
      - Dhimmai (Miji) (3.500)
      - Levai (Bangru) (1.000)